# El Realejo (Nicaragua)
El Realejo es un municipio del departamento de Chinandega en la República de Nicaragua.
Se trató del puerto marítimo más importante de Nicaragua desde el siglo XVI hasta principios del XIX durante la época española. 

## Toponimia
Desde que fuera identificado por Andrés Niño en 1522 hasta 1534 se denominó puerro de La Posesión.Realejo, nombre dado por Pedro de Alvarado en 1534, tiene significado como lugar donde hay una guarnición o ejército. La tradición popular refiere al relato de que frente a su mercado fondeaban en el estero ancho y profundo los buques de las provincias, oyéndose a dos cuadras de las casas principales el ruido y murmullo de los calafateros, que en son de broma se decían: "Que habían venido a ganarse el realillo o realejo para poder comer."  

## Geografía
El término municipal limita al norte con los municipios de Chinandega y El Viejo, al sur con el municipio de Corinto, al este con los municipios de Chinandega y Chichigalpa y al oeste con los municipios de Corinto y El Viejo. La cabecera municipal está ubicada a 140 kilómetros de la capital de Managua. 
Se encuentra en el estero del Realejo, siendo este el fenómeno orográfico e hidrográfico más relevante

### Clima
El municipio tiene un clima tropical de sabana que se caracteriza por una marcada estación seca, de 4 a 6 meses de duración confinada principalmente de los meses de noviembre a abril. Este clima no permite el mantenimiento de bosques densos, predominado en cambio amplias llanuras. La presentación media anual de un mínimo de 800 – 1500 mm como máximo. La temperatura media anual es de 27 °C, hasta alcanzar los 33 °C en los meses calurosos.

## Historia

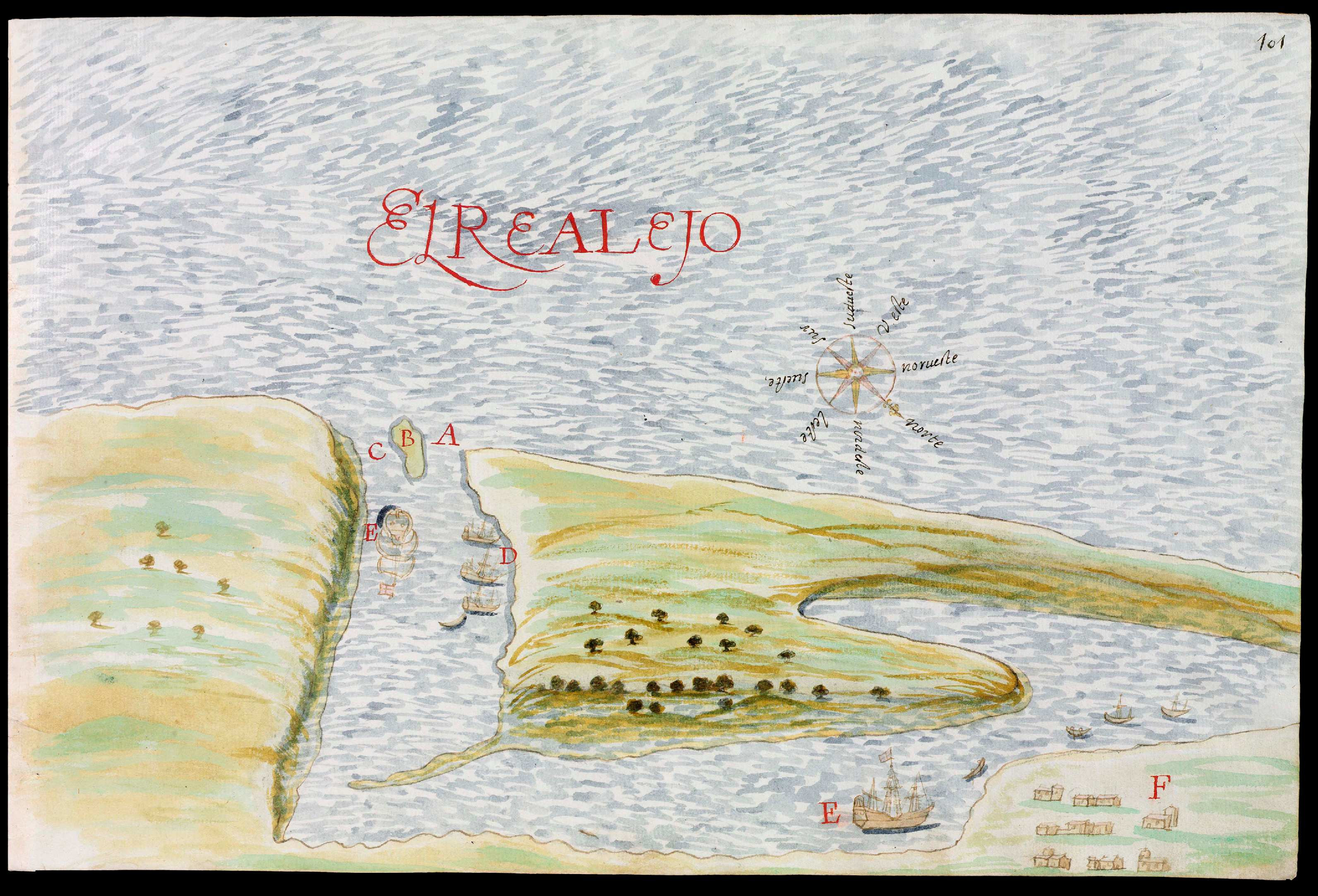
Puerto de El Realejo por Nicolás Cardona (1632) en Descripciones geográficas e hidrográfcas de muchas tierras y mares del Norte y Sur en las Indias.

Las crónicas de indias señalan que a la llegada de los españoles, los indígenas de esta región eran de habla mangue-maribio. Además, se relacionaban comercialmente con los tezoategas. 
La primera exploración española de estas costas fue la de Gil González Dávilas en 1522. Formando parte de esta expedición, el 27 de febrero de 1522, Andrés Niño avistó, nombró e incorporó a la Corona española el puerto de La Posesión. La villa de El Realejo fue fundado por don Pedro de Alvarado en 1534, cuando tuvo que emplear el puerto y su astillero para reparar los daños en sus barcos durante su travesía hacia las campañas de la conquista del imperio incaico.
Gracias a su puerto, uno de los principales de la costa pacífica de la capitanía general de Guatemala,  llegó a ser una de las ciudades más notables de la provincia de Nicaragua junto a Granada, León y Rivas. A partir del siglo siglo XVII fue objetivo de los ataques de los piratas respaldados por el reino de Inglaterra como extensión de las guerras contra España libradas en Europa. Su objetivo pasaba por el saqueo y destrucción de las poblaciones costeras y las rutas comerciales americanas marítimas. Entre los ataques a El Realejo en la edad de oro de la piratería se cuentan los de Davis (1623), Sharp (1681) y el fallido de Davis, Towney, Swan, White y Dampier (1685).
En 1764 la descripción de la villa indica que tenía alcalde, cabildo, aduana y regimiento, además de los conventos de San Francisco (1684-1810) y La Merced, y el hospital de San Juan de Dios, actualmente desaparecidos o en ruinas empleadas como viviendas precarias. Además, la zona contaba con haciendas agropecuarias e ingenio azucarero. Desde 1789 se designó sede del corregimiento de El Realejo, vecino del corregimiento de Sutiaba, dentro la división territorial y administrativa de la Capitanía General de Guatemala. El corregimiento de El Realejo estaba integrado por las villas de El Realejo, Chinandega, Chichigalpa y El Viejo. 
Fue escenario de grandes acontecimientos históricos, como la toma del puerto El Realejo por parte de Hipólito Bouchard en el 2 de abril de 1818 y el desembarco de William Walker en el 15 de junio de 1855.

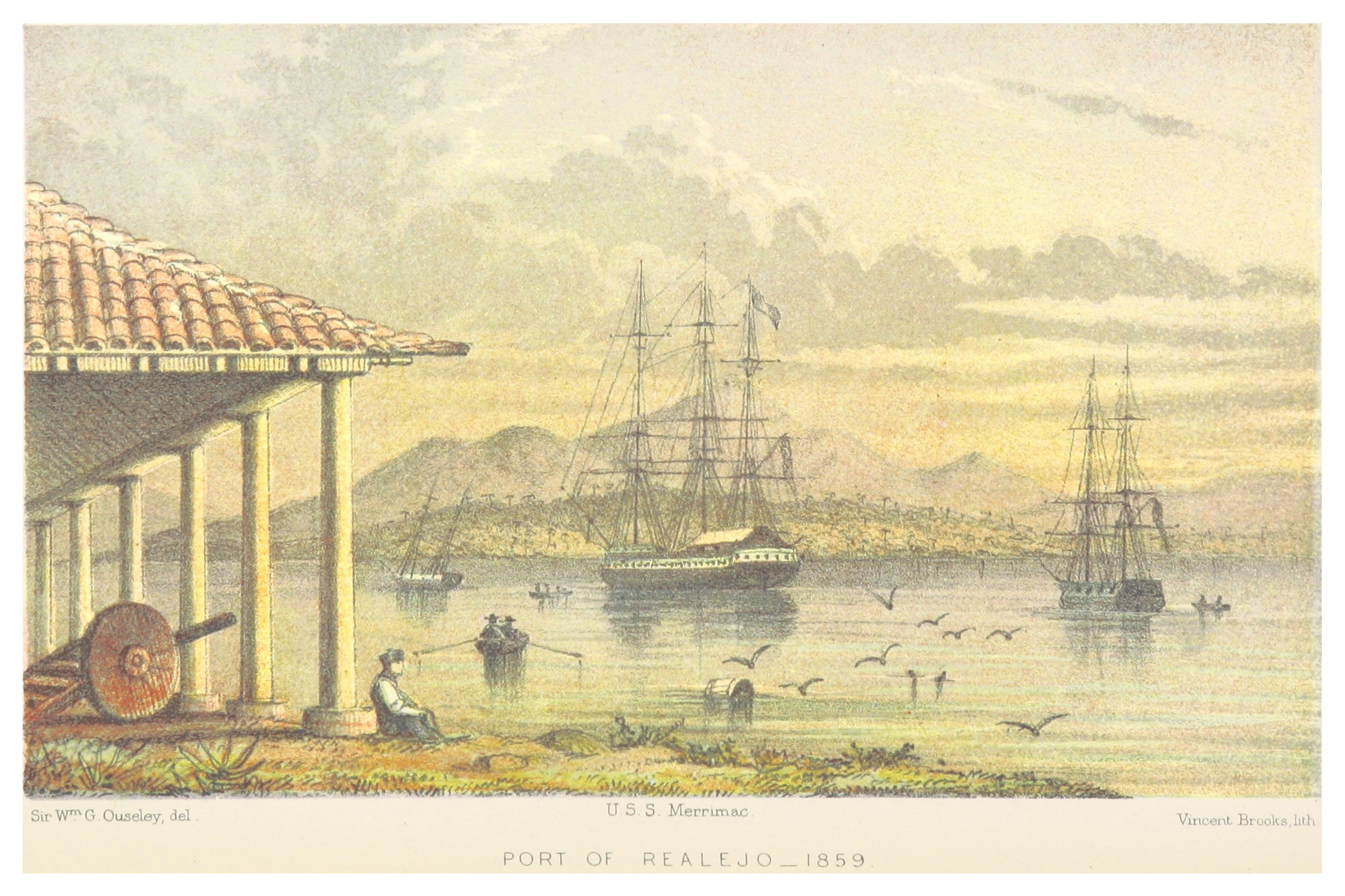
Puerto de El Realejo en 1859

En la entrada del puerto volvió a crecer y en 1858 el puerto se trasladó a lo largo de la costa hasta Corinto, actualmente el puerto más importante de Nicaragua. Desde entonces, El Realejo se ha quedado dormido y desde entonces ha sido un lugar muy tranquilo y pacífico. Aún quedan ruinas del período colonial, pero no están lo suficientemente intactas como para poder imaginar cómo era la ciudad en ese momento.

## Demografía
El Realejo tiene una población actual de 10,110 habitantes. De la población total, el 48.9% son hombres y el 51.1% son mujeres. Casi el 50.4% de la población vive en la zona urbana, pero el puerto ya no existe porque fue sustituido por el municipio de Corinto, fundado el 20 de diciembre de 1858 durante la presidencia de Tomás Martínez.

## Economía
La principal actividad económica es la agricultura, sembrándose arroz, maíz, ajonjolí, yuca, banano y plátano, y la de mayor volumen: caña de azúcar.Sus pobladores se dedican a la agricultura y a la pesca artesanal, a la captura de punches (cangrejos), a la extracción de conchas negras y al cultivo de camarones.

## Cultura y turismo
Las ruinas del Convento San Francisco se ubican a escasas cuadras del Parque Central. El templo parroquial Santiago Apóstol ubicado en frente del Parque Central es otro recuerdo de los tiempos coloniales. En el edificio del Ayuntamiento, que alberga las oficinas del Alcalde, se exponen algunos hallazgos arqueológicos. 
El Realejo está conectado al océano Pacífico por el estero Doña Paula. Un paseo en bote atravesando el estero permite que se avisten especies de aves que habitan el bosque de manglares.
En el estero Paso Caballos ubicado al oeste hay varios restaurantes especializados en las delicias del mar, todos con una impresionante vista panorámica.